# 프란체스코 과르디
프란체스코 라자로 과르디(이탈리아어: Francesco Lazzaro Guardi, 1712년 10월 5일~1793년 1월 1일)는 이탈리아 상류층 출신의 화가이며 베네치아파의 회원이다. 과르디는 그의 형제들과 함께 고전 베네치아파 회화의 마지막 일원 중 한 명으로 여겨진다.
그는 경력 초기에 형인 지안 안토니오 과르디와 함께 종교화를 제작했다. 1760년 그의 형이 죽은 후, 프란체스코는 베두타에 집중했다. 그의 초기 베두타 작품들은 카날레토의 영향을 받았었지만, 그는 점차 활기찬 붓놀림과 자유롭게 상상된 건축물을 특징으로 하는 느슨한 스타일을 선호했다.

## 생애
프란체스코 과르디는 1712년 베네치아에서 트렌티노 출신의 귀족 가문에서 태어났다. 그의 아버지 도메니코(1678년 출생)와 그의 형제 니콜로, 지안 안토니오도 화가였으며, 1716년에 아버지가 사망한 후 가족 작업장을 물려받았다. 그들은 후에 프란체스코에게 귀속된 더 큰 규모의 의뢰에 모두 팀으로서 기여했을 것으로 추정된다. 그의 여동생 마리아 체칠리아(Maria Cecilia)는 당시 유명한 베네토-유럽 화가인 조반니 바티스타 티에폴로와 결혼했다.
1735년에 과르디는 미켈레 마리에스키의 작업장으로 옮겨, 1743년까지 그곳에 머물렀다. 그의 첫 번째 작품은 1738년 트렌티노의 비고 다누아니아에 있는 본당을 위해 만들어졌다. 이 기간 동안 그는 형인 지안 안토니오와 함께 작업했다. 프란체스코가 서명한 첫 번째 작품은 1739년경 작품인 《성체를 예배하는 성인》이다.

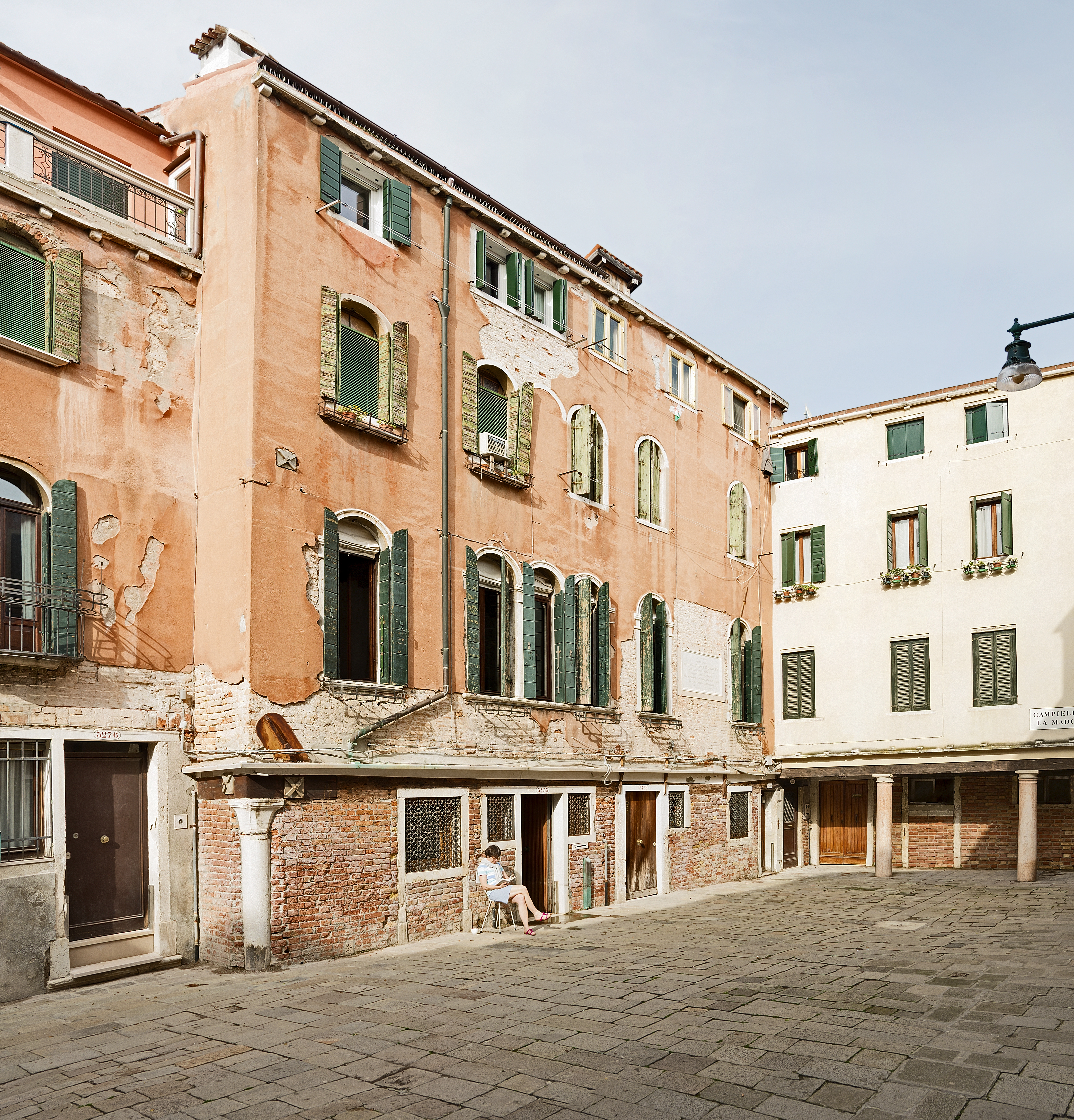
카나레조의 과르디 생가

이 시기에 그의 작품에는 풍경화와 인물 구도가 모두 포함되었었다. 그의 초기 베두타는 카날레토와 루카 카를레바리의 영향을 받았다. 1757년 2월 15일, 과르디는 화가 마테오 파가니의 딸 마리아 마테아 파가니와 결혼했다. 그의 형 지안 안토니오가 사망한 1760년에 첫 아들 빈첸초가 태어났다. 그의 둘째 아들 자코모는 1764년에 태어났다.
1763년에 그는 무라노의 산 피에트로 마르티레 교회에서 알레산드로 마냐스코의 영향을 받아 준표현주의적 스타일로 《도미니코 성인의 기적》을 완성했다.
프란체스코 과르디의 가장 중요한 후기 작품으로는 1763년 베네치아의 도제 알비세 4세 모체니고의 선출을 위한 의식을 기념하는 12점의 캔버스 연작인 《도제의 만찬》이 있다. 말년에 카날레토가 그의 예술에 미친 영향력은 줄어들었는데, 이는 베니스의 카 도로에 있는 《피아체타》에서 확인할 수 있다. 1778년경에 그는 론세뇨의 한 교구 교회에서 《성 베드로와 요한에게 나타난 성 삼위일체》를 묘사한 엄숙한 그림을 그렸다.
1782년, 과르디는 베네치아 정부로부터 러시아 대공의 도시 방문을 기념하는 6점의 그림을 의뢰받았는데, 현재 그 중 2점만 남아 있으며, 나머지 2점은 교황 비오 6세의 방문을 기념하는 그림이다. 그해 9월 12일 그는 베네치아 미술 아카데미에 들어갔다.
1782년에 제작된 《80명의 고아를 위한 협주곡》(현재 뮌헨 소장)과 베르가모의 아카데미아 카라라에 있는 《계단이 있는 궁전의 정면》 등 후기 작품에서는 색채에 대한 관심이 더욱 강해졌다.
과르디는 1793년 카나레조(베니스)의 Campiello de la Madona에서 사망했다.

## 원숙한 스타일

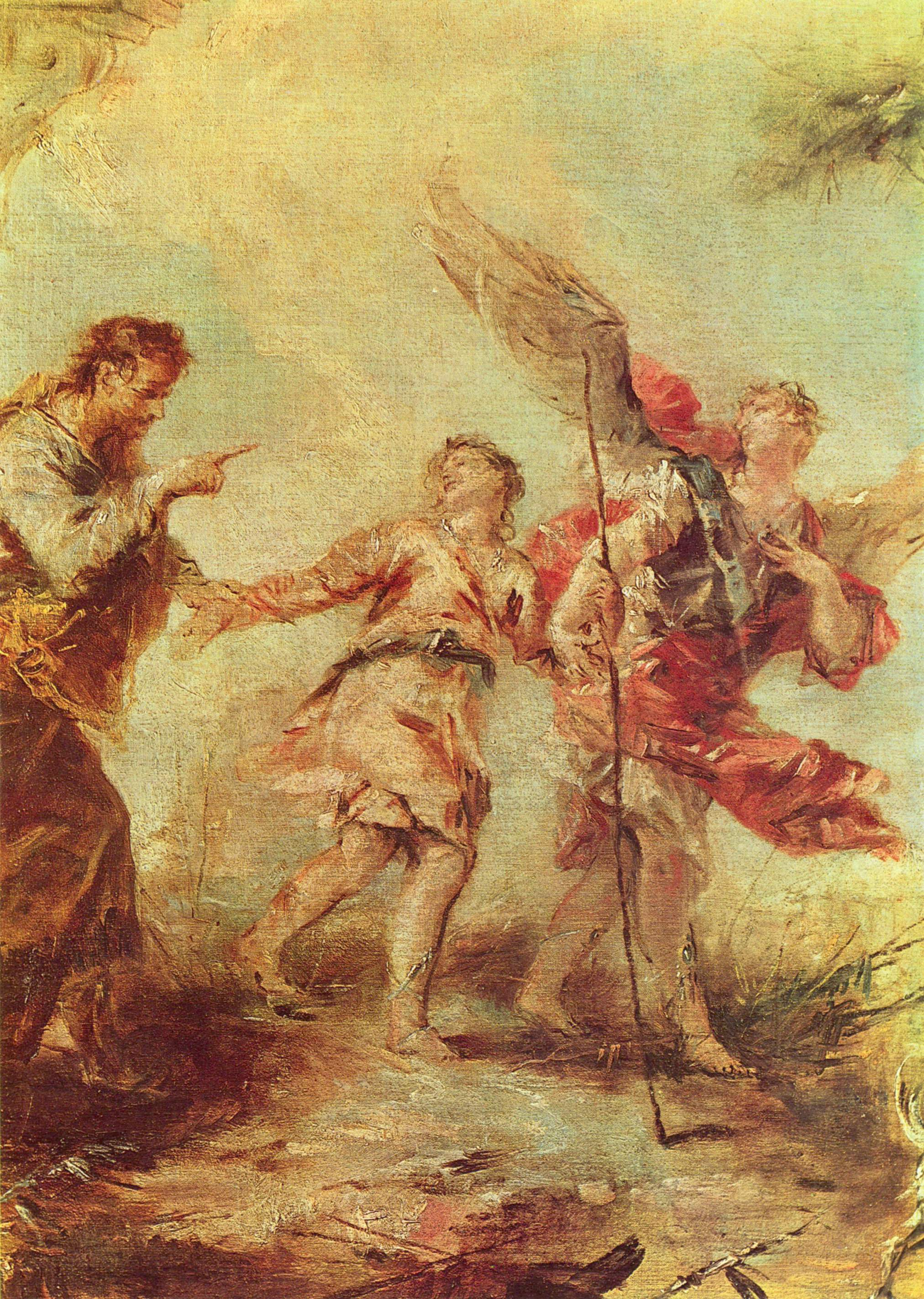
《토비아스와 천사의 출발》, 1752년, 키에사 델란젤로 산 라파엘레

프란체스코와 그의 형 지안 안토니오 과르디의 작품 중 가장 저명한 작품은 풍경화가 아니라, 키에사 델란젤로 산 라파엘레 교회의 상부의 오르간석에 그려진 가볍고 스푸마토풍의 《토비트 이야기》이다. 온라인 예술 데이터베이스 사이트인 웹 갤러리 오브 아트에서는 다음과 같이 평했다.
원근법, 조직화된 공중 공간, 티에폴로의 팔라디오스러운 견고함... 개인이 쓰는 컬러 필체 스타일로 바뀌었습니다. 이제는 매우 서예적이고 이제는 매우 흐릿합니다.
과르디의 회화적 스타일은 작은 점묘법과 생동감 넘치는 붓놀림으로 인해 촉각의 표현이라는 뜻의 '피투라 디 토코'(이탈리아어: pittura di tocco)로 알려져 있다. 이러한 느슨한 회화 스타일은 조반니 바티스타 피아체타와 세바스티아노 리치가 주료 사용했으며, 일부 종교적 주제에서는 페데리코 바로치의 볼로냐 스타일의 유쾌한 스푸마토를 떠올리게 한다. 이 점에서 그는 더 선형적이고 건축적으로 정확한 카날레토의 그림 스타일과 다르다. 이러한 스타일로 인해 과르디의 작품은 1세기 후에 프랑스 인상파 화가들에게 높은 평가를 받게 된다.

《산 마르쿠올라의 석유 창고 화재》, 1789년, 아카데미아 미술관 소장

베두티스타인 카날레토는 고귀한 공화국이 세운 화려한 도시 건축물에 집중했다. 반면, 과르디의 작품에서는 건물이 종종 녹아내리고 탁한 석호 속으로 가라앉는 것처럼 보인다. 카날레토의 작품은 주로 복잡한 선형과 화려한 세부 묘사가 있으며, 화창한 낮 속의 베니스를 묘사했다. 과르디는 황혼녘 도시 위의 흐린 하늘을 그렸다. 그러나 이러한 비교는 사실을 단순화하게 된다. 왜냐하면 카날레토는 종종 단조로운 공동체 생활과 동네를 그려서 서사시적인 예술적 특징을 만들어냈고, 과르디는 때때로 베니스 공작의 의식을 그리는 것을 피하지 않았기 때문이다. 궁극적으로, 과르디의 그림은 소멸의 시작을 불러일으킨다. 그의 작품 속 시민들은 《산 마르쿠올라(San Marcuola)의 석유 창고 화재》처럼 무너진 공화국을 구하지 못한 무능한 릴리퍼트 무리로 전락했다. 이는 나폴레옹의 평가에 따라, 카지노, 축제, 고용된 창녀들로 가득한 "유럽의 접대실"로 전락하며 급격히 쇠퇴하는 제국을 적절하게 묘사한 것이었다.

## 작품

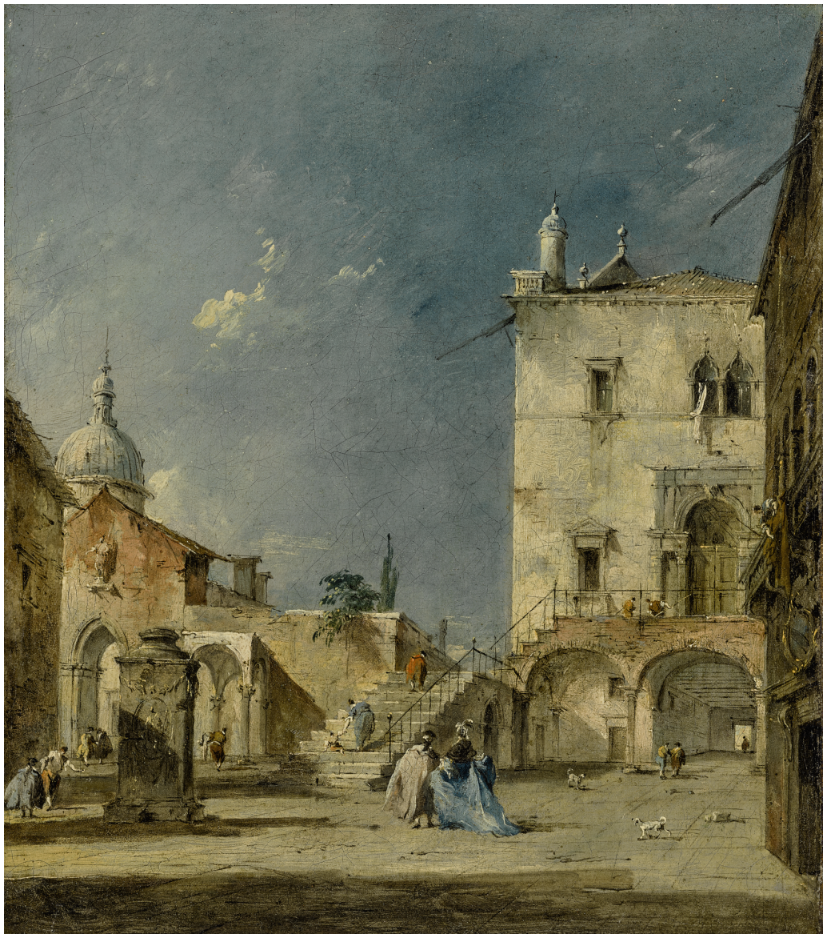
《베네치아 캄포의 카프리치오 풍경》, 1780년경
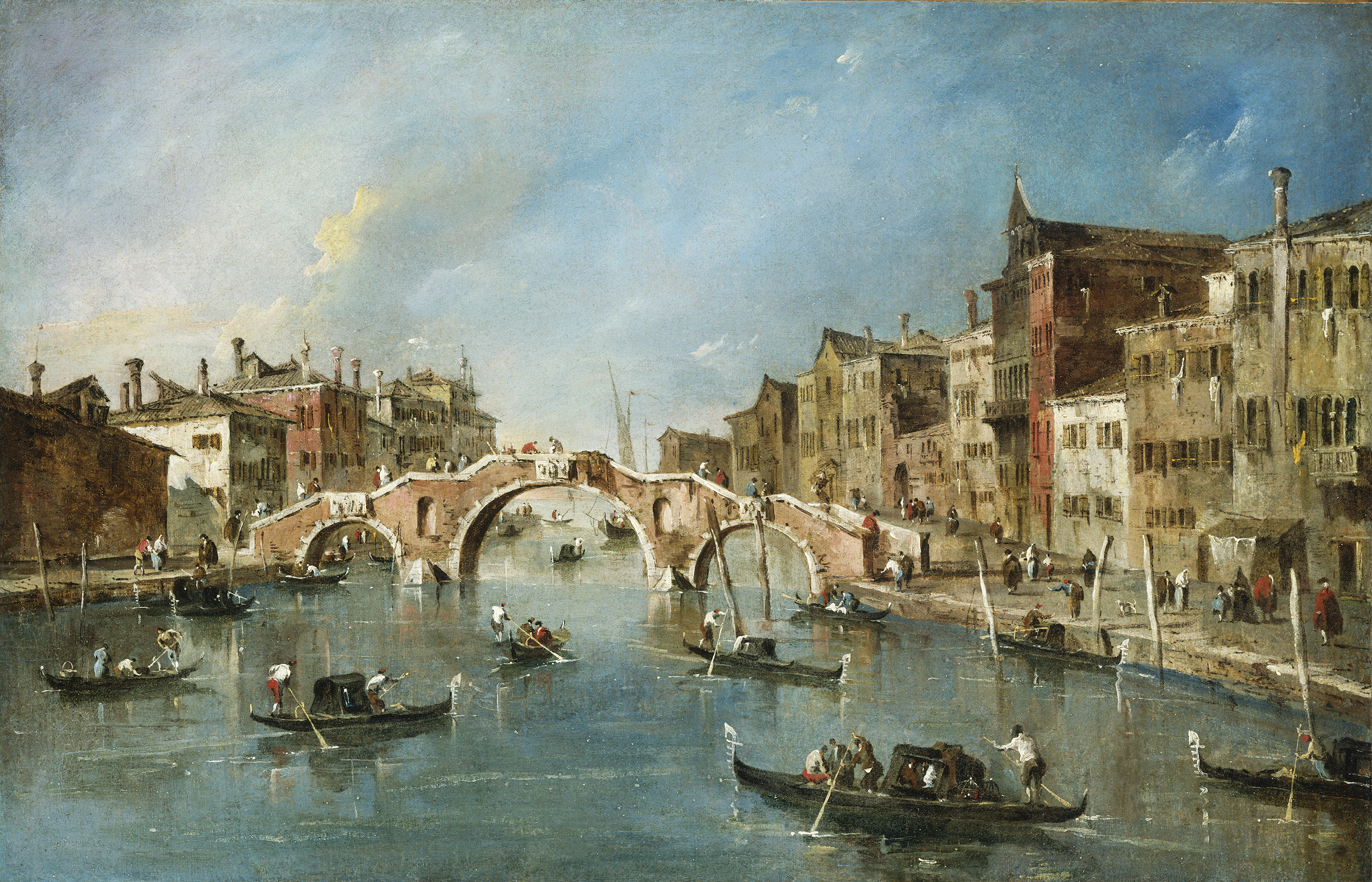
《베니스의 카나레지오 운하 풍경》, 1775년경~1780년경, 내셔널 갤러리 오브 아트
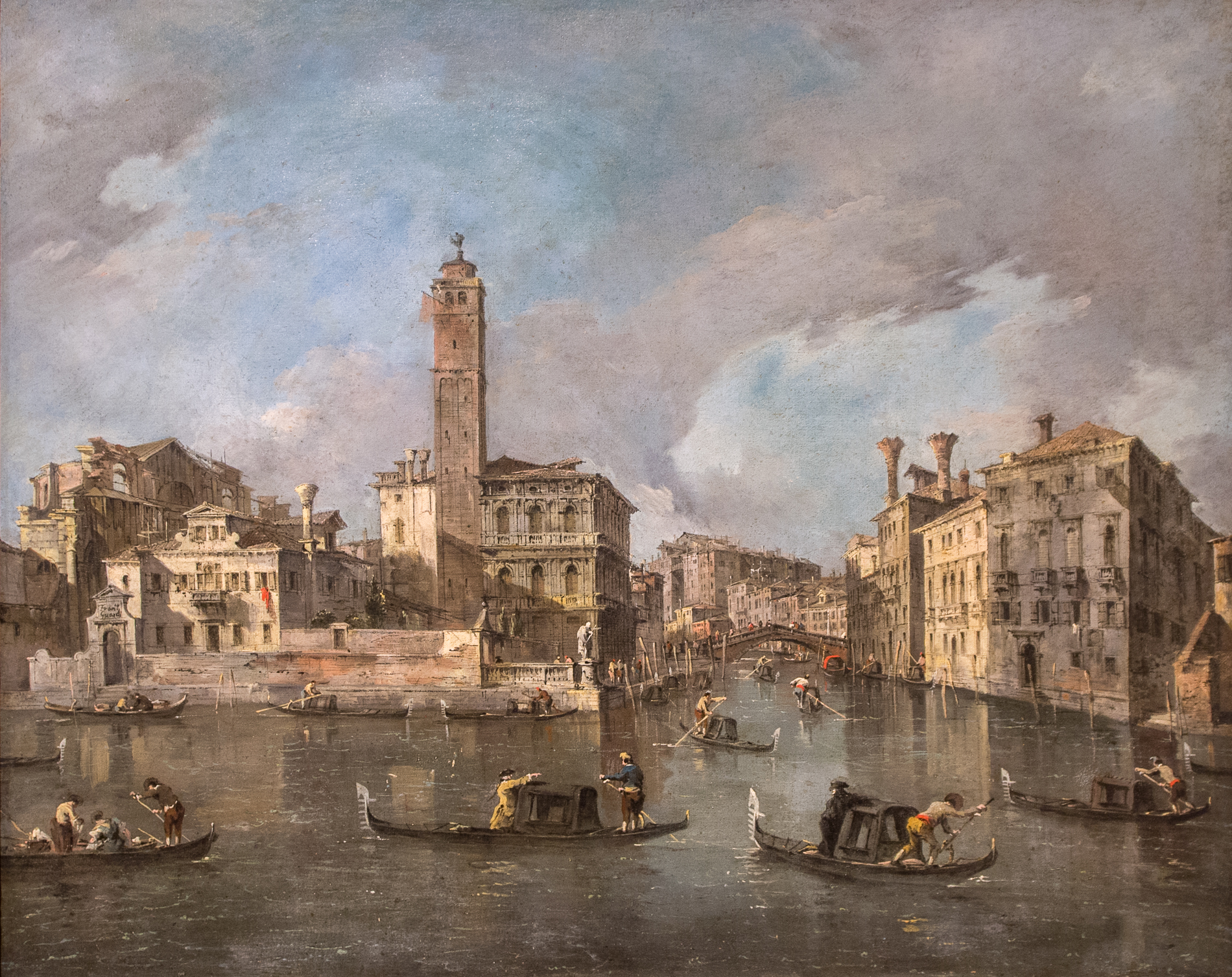
《베니스 산 제레미아 대운하의 풍경》, 1760년~1765년, 프릭 컬렉션
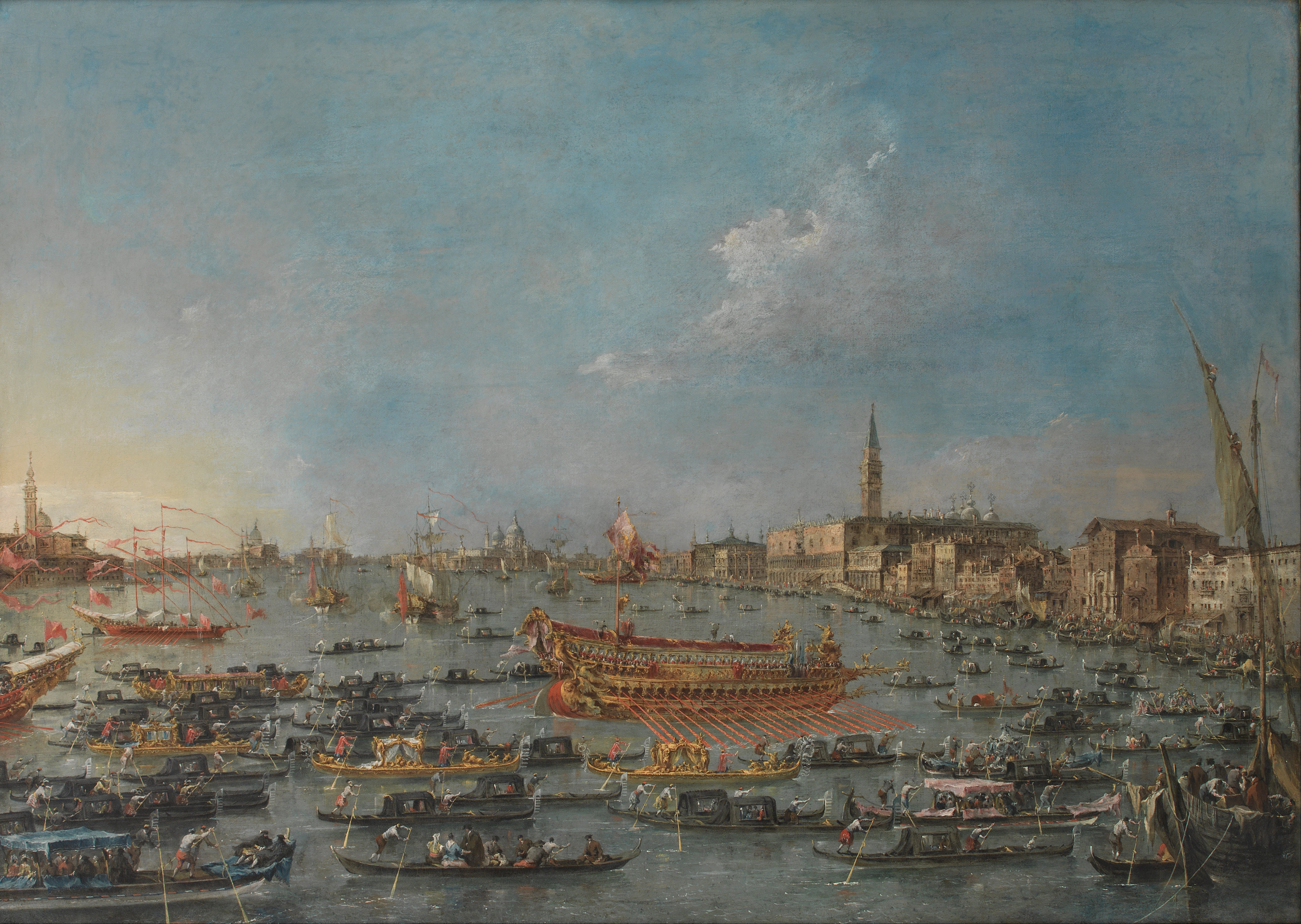
《베니스 부친토로 축제》, 1780년~1793년, 덴마크 국립 미술관
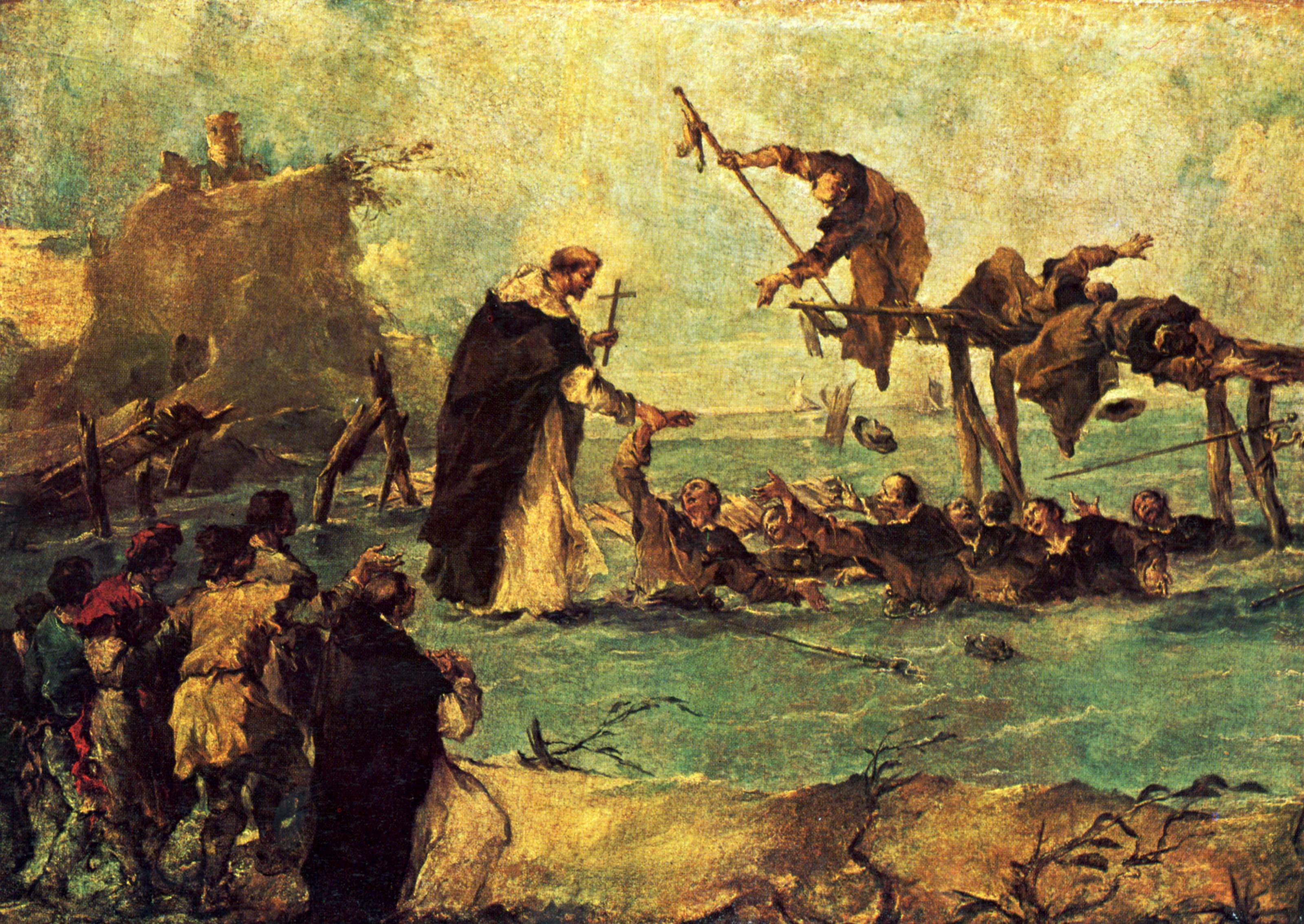
《도미니코 성인의 기적》, 1763년, 개인 소장
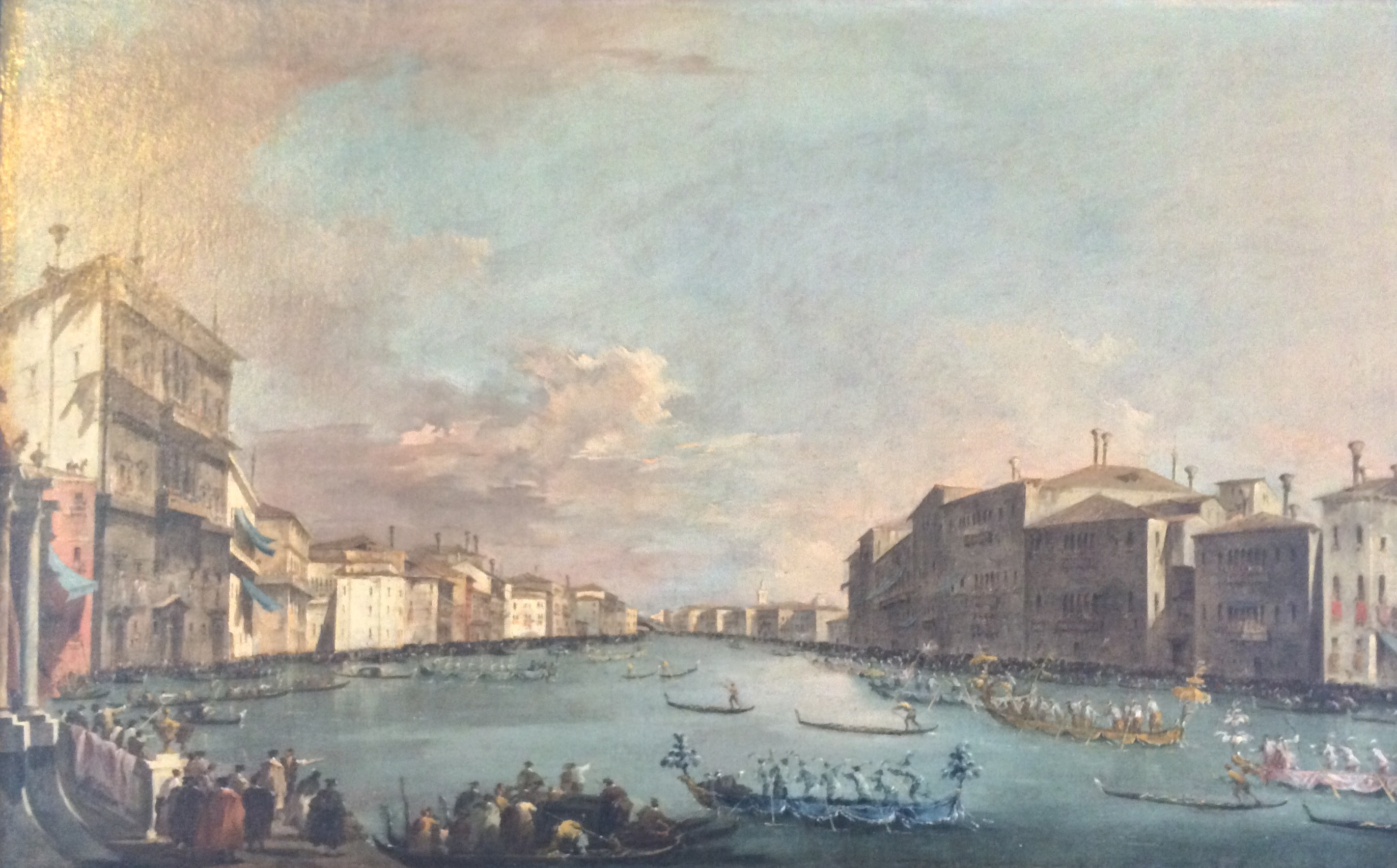
《베니스의 레가타》, 1770년, 프릭 컬렉션
《카나레조 운하의 풍경》, 1770년경
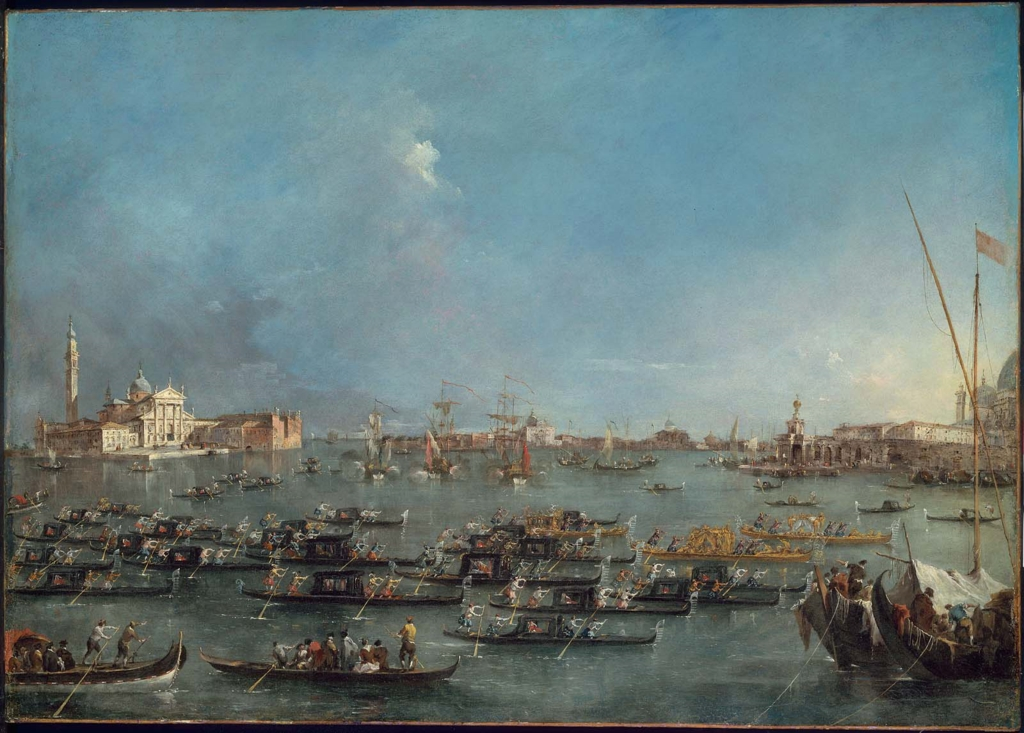
《바치노 디 산 마르코의 곤돌라 행렬》, 1782년경, 보스턴 미술관
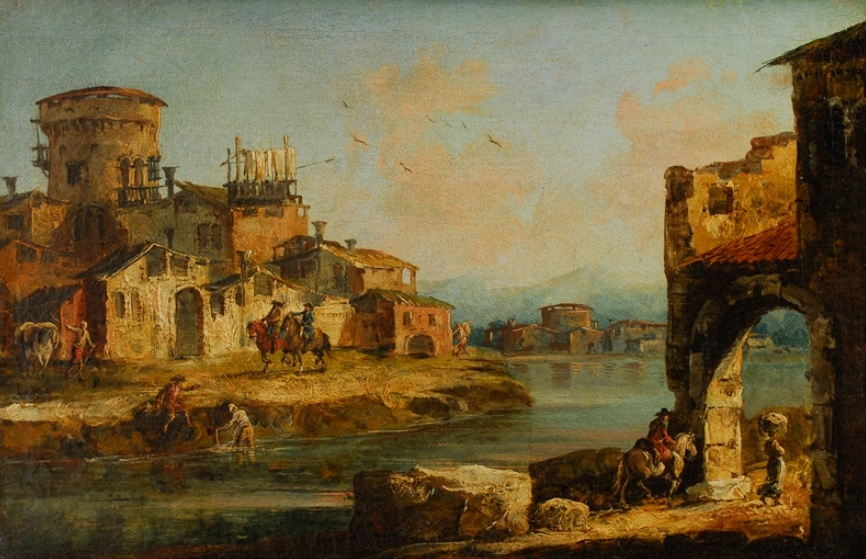
《베니스의 풍경》, 랴잔 미술관, 랴잔
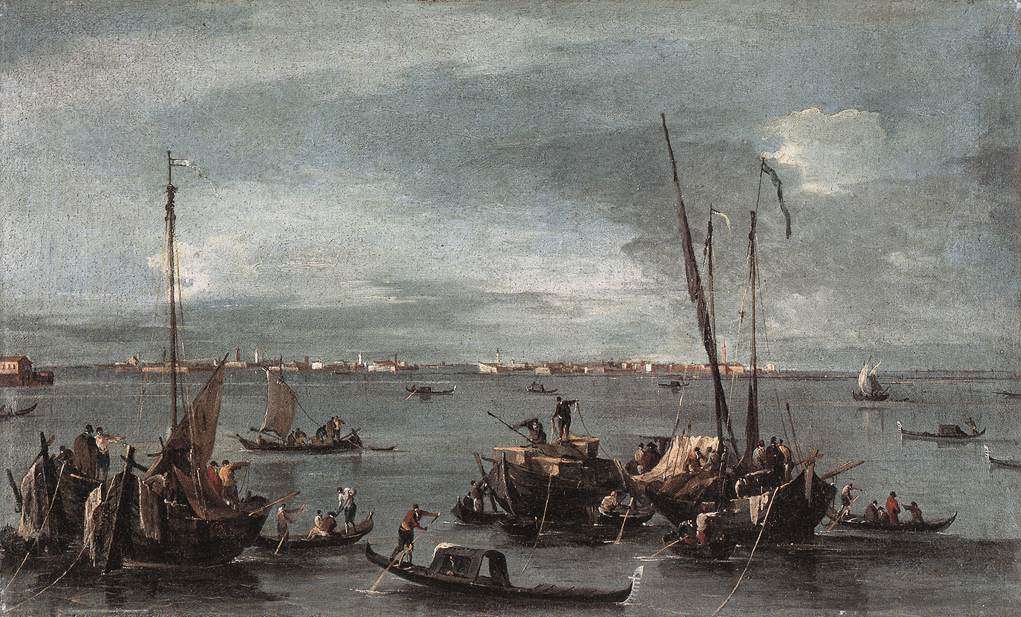
《폰다멘타 누오바에서 무라노를 바라본 석호》, 1765년~1770년, 피츠윌리엄 박물관
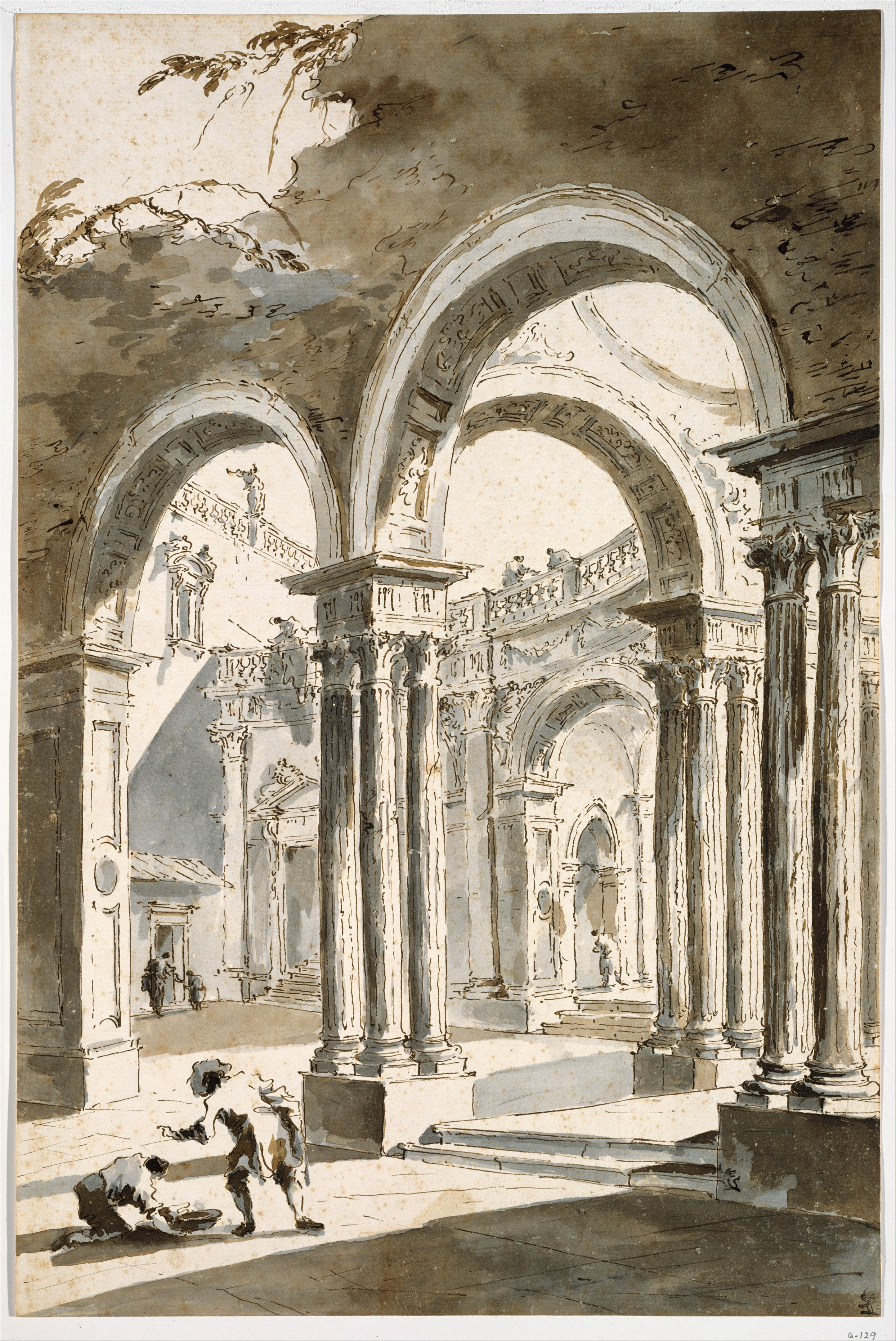
부분적으로 파손된 기둥과 인물상, 1780년~1790년, 메트로폴리탄 미술관

## 참고 문헌
- Short biography in the Web Gallery of Art
- Chisholm, Hugh, 편집. (1911). 〈Guardi, Francesco〉. 《브리태니커 백과사전》 12 11판. 케임브리지 대학교 출판부. 656쪽.
- Aldo Rizzi, I maestri della pittura veneta del '700, Electa - Milano 1973
- The Doge on the Bucintoro near the Riva di Sant'Elena (painting), also known as The Departure Of the Bucentaur For The Ascension Day Ceremony, held at the Louvre in Paris
- Erwin von Busse-Granand(독일어판) (1925). Francesco Guardi und die Kleinmeister des venezianischen Rokoko [Francesco Guardi and the Minor Masters of Venetian Rococo]. Bibliothek der Kunstgeschichte (in German). Vol. 83. Leipzig: E.A. Seemann